# 誠勲
誠勲（せいくん、道光28年（1848年） - 宣統7年5月14日（1915年6月22日））は、清の人物。字は果泉。

## 生涯
満州正紅旗人。イルゲンギョロ氏（irgen-gioro hala、伊爾根覚羅氏）。
一品蔭生の出身で、同治3年（1864年）に六部郎中分部学習行走となり、光緒2年（1876年）に兵部郎中に任じられた。光緒8年（1882年）から光緒11年（1885年）にかけて坐糧庁の監督を務めたが、光緒12年（1886年）に山東督糧道に転じた。同年から翌光緒13年（1887年）にかけて直隷大順広道・按察使も加えられ、光緒13年から光緒17年（1891年）にかけて奉天奉錦山海道に任じられた。以降も江西広饒九南道・浙江寧紹台道・江蘇按察使・浙江布政使・護理浙江巡撫・安徽巡撫・江寧将軍・広州将軍・チャハル（察哈爾）都統・熱河都統を歴任し、宣統3年（1911年）には慶親王内閣で弼徳院顧問大臣に任じられた。
宣統7年5月14日（1915年6月22日）、68歳で死去した。